# LeeAnne Walters
LeeAnne Walters es una activista ambiental estadounidense proveniente de Flint, Míchigan, reconocida por haber expuesto la crisis del agua en Flint, un grave problema de contaminación acuática. En 2016 recibió el premio Freedom of Expression Courage, otorgado por la organización benéfica PEN America. El telefilme dramático de 2017 Flint está basado en el problema ambiental acaecido en la ciudad y en la experiencia de Walters como principal activista en este caso. En la película, la actriz Betsy Brandt la interpreta.
En 2018 obtuvo el Premio Medioambiental Goldman, por su papel clave en la exposición del problema del agua en Flint. El 3 de febrero de 2016, Walters testificó ante la Comité de Supervisión y Reforma de la Cámara de Representantes de los Estados Unidos respecto a su papel en la crisis.